# Jan Wojnarski
Jan Józef Wojnarski (sinh ngày 1 tháng 12 năm 1879 - mất ngày 14 tháng 10 năm 1937) là một họa sĩ, nghệ sĩ đồ họa và giáo sư nghệ thuật người Ba Lan.

## Tiểu sử

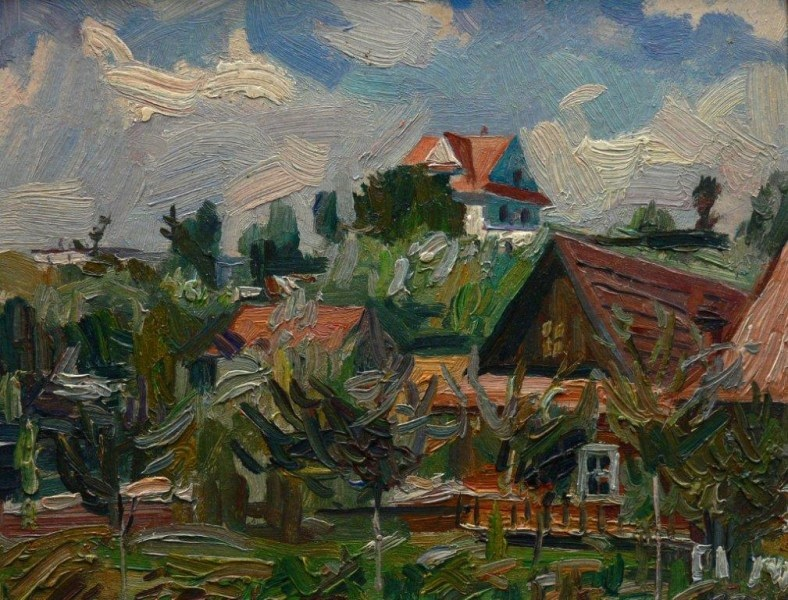
Làng Zaryte

Từ năm 1902, Wojnarski theo học tại Học viện Mỹ thuật Kraków dưới sự hướng dẫn của các họa sĩ Florian Cynk, Jan Stanisławski và Leon Wyczółkowski. Trong giai đoạn 1904 - 1905, ông đi du học ở Ý. Sau khi Wojnarski trở về Ba Lan, ông học đồ họa với họa sĩ Józef Pankiewicz.
Hầu hết các tác phẩm của nghệ sĩ là tranh phong cảnh có kích thước nhỏ. Những bức tranh về danh lam thắng cảnh đã giúp nghệ sĩ nhận được nhiều giải thưởng tại các cuộc triển lãm ở Ba Lan và quốc tế. Năm 1937, Wojnarski giành được huy chương vàng tại một triển lãm ở Paris. Nhiều tác phẩm của nghệ sĩ có thể được tìm thấy tại Bảo tàng quốc gia Kraków và Bảo tàng quốc gia Warszawa.